# مار کوتوله مدوس
مار کوتوله مدوس (نام علمی: Eirenis medus) نام یک گونه از سرده مار کوتوله است.